# Équipe du Pakistan de Coupe Davis
L'équipe du Pakistan de Coupe Davis représente le Pakistan à la Coupe Davis. Elle est placée sous l'égide de la Fédération pakistanaise de tennis.

## Historique
L'équipe du Pakistan de Coupe Davis est créée dès 1948, moins d'un an après l'indépendance du pays du Raj britannique. La première rencontre a lieu contre la Suisse à Montreux. Les joueurs Mahmoud Alam et Khan-Iftikhar Ahmed ne s'inclinent que 3 à 2 grâce à deux victoires de ce dernier. En 1950 face aux Philippines, ils subissent une sévère défaite, ne parvenant à marquer que 17 jeux en cinq matchs. En 1956, ils s'inclient 5 à 0 contre la Tchécoslovaquie à Prague. Engagé désormais dans la zone asiatique, le Pakistan participe à cinq autres rencontres dans les années 1960 dont une première à domicile face à l'Inde à Lahore en 1962. L'année suivante, il signe un premier succès dans la compétition contre le Sri Lanka (4-0). Le pays participe annuellement à la Coupe Davis à partir de 1971. En 1974, l'équipe affronte à Rawalpindi l'Australie de Tony Roche et Colin Dibley. Le groupe pakistanais était alors composé d'Haroon Rahim, classé 92e au moment de la rencontre, Saeed Meer et Munawar Iqbal, membres du top 300 au milieu des années 1970.
Avec l'apparition des divisions par zones géographiques en 1981, le Pakistan se trouve dans le premier groupe et réalise sa meilleure performance en y atteignant la finale en 1984 après des succès sur la Malaisie, l'Indonésie et la Thaïlande. À partir de 1988, l'équipe évolue en deuxième division asiatique et fait une incursion dans la première division en 1990 et en 1999. C'est à cette époque que se forme l'équipe la plus prolifique du pays composée d'Aisam Qureshi, actuel membre du top 50 en double et d'Aqeel Khan. Toujours en première division grâce à des victoires sur la Chine, la Corée du Sud et la Nouvelle-Zélande, le duo se distingue particulièrement en 2005 après avoir écarté la Thaïlande de Danai Udomchoke et Paradorn Srichaphan, puis Taïwan de Jimmy Wang et Lu Yen-hsun, pour affronter le Chili en barrages du groupe mondial à Santiago. Ils sont logiquement battus par Fernando González et Nicolás Massú sur le score de 5 à 0.
L'équipe connait par la suite des difficultés et se voit même reléguée en troisième division en 2008. Depuis 2010 et l'attaque terroriste contre l'équipe du Sri Lanka de cricket qui s'est déroulée l'année précédente à Lahore, le pays est interdit d'accueillir des rencontres pour raisons de sécurité. En 2013, la confrontation avec la Nouvelle-Zélande est organisée sur terrain neutre en Birmanie. En raison d'un court jugé impraticable, l'arbitre suspend la rencontre pendant le second simple et les néo-zélandais sont déclarés vainqueurs sur tapis vert. Après une certaine stabilité retrouvée, la Fédération internationale autorise la Pakistan à organiser des matchs de Coupe Davis. En 2017, le pays bat l'Iran à Islamabad, presque 12 ans après avoir accueilli Taïwan à Lahore en mai 2005. En battant la Thaïlande fin 2017, l'équipe retrouve la première division et écarte la Corée du Sud au premier tour de l'édition 2018 avant de s'incliner contre l'Ouzbékistan.

## Joueurs de l'équipe
Les chiffres indiquent le nombre de matchs joués
- Aisam-Ul-Haq Qureshi (64-29)
- Aqeel Khan (56-53)
- Mohammad Abid Ali Khan Akbar (2-6)

## Anciens joueurs notables
- Munawar Iqbal (12 victoires pour 9 défaites en 10 rencontres entre 1964 et 1978)
- Saeed Meer (26 victoires pour 14 défaites en 16 rencontres entre 1973 et 1981)
- Rashid Malik (14 victoires pour 17 défaites en 17 rencontres entre 1984 et 1992)
- Hamed Ul-Haq (24 victoires pour 19 défaites en 21 rencontres entre 1984 et 1997)
- Asim Shafiq (12 victoires pour 14 défaites en 21 rencontres entre 1997 et 2008)

## Historique des capitanats
Quatre capitaines ont occupé le poste de manière irrégulière depuis les années 2000 :
- Rashid Malik (2001-2002, 2006, 2008-2010)
- Mohammed Khalid (2003, 2005, 2013-2014)
- Hamed Ul-Haq (2007)
- Aisam-Ul-Haq Qureshi (2015-)